# Лучи (Кјети)
Лучи (итал. Luci) је насеље у Италији у округу Кјети, региону Абруцо.
Према процени из 2011. у насељу је живело 76 становника. Насеље се налази на надморској висини од 207 м.